# Ишми
Ишми (алб. Lumi i Ishmit). Образуется при слиянии рек Тирана, которая берёт исток северо-восточнее горы Дайти, и Теркуза. В верхнем течении называется Гёле (Lumi i Gjolës). После слияния с правым притоком Люми-и-Зезе, который спускается с перевала Штамба, северо-западнее города Фуше-Круя принимает название Ишми. Впадает в бухту Родони (Gjiri i Rodonit) Дринского залива Адриатического моря восточнее мыса Родони, к югу от города Лежа и к юго-западу от города Лячи.
В бассейнах рек Ишми и Эрзени расположена Тирана, столица Албании. В долине Ишми расположен Международный аэропорт Тираны имени матери Терезы. На реке Теркуза создано водохранилище Бовила, которое обеспечивает питьевой водой Тирану.
В бассейне реки сложилась сложная неблагополучная экологическая обстановка. Канализационные сети в сельской местности отсутствуют. Река загрязнена промышленным и бытовыми сточными водами, твёрдыми отходами (пластиком). Река используется для ирригации посевных площадей на побережье Адриатического моря, между реками Ишми и Мати, у деревни Тумана. Также река используется для рыболовства и питья скота.
Между устьями рек Ишми и Мати расположена лагуна Паток. Для охраны водно-болотных угодий севернее устья Ишми до устья реки Дроя создан в 2010 году заказник «Паток — Фуше-Куке — Ишми» (Rezervat Natyror i Menaxhuar «Patok - Fushë Kuqe - Ishëm», категория МСОП — IV) площадью 2200 га.
Римский писатель Вибий Секвестр упоминает реку как лат. Isamnus.